# Équipe des États-Unis féminine de hockey sur gazon

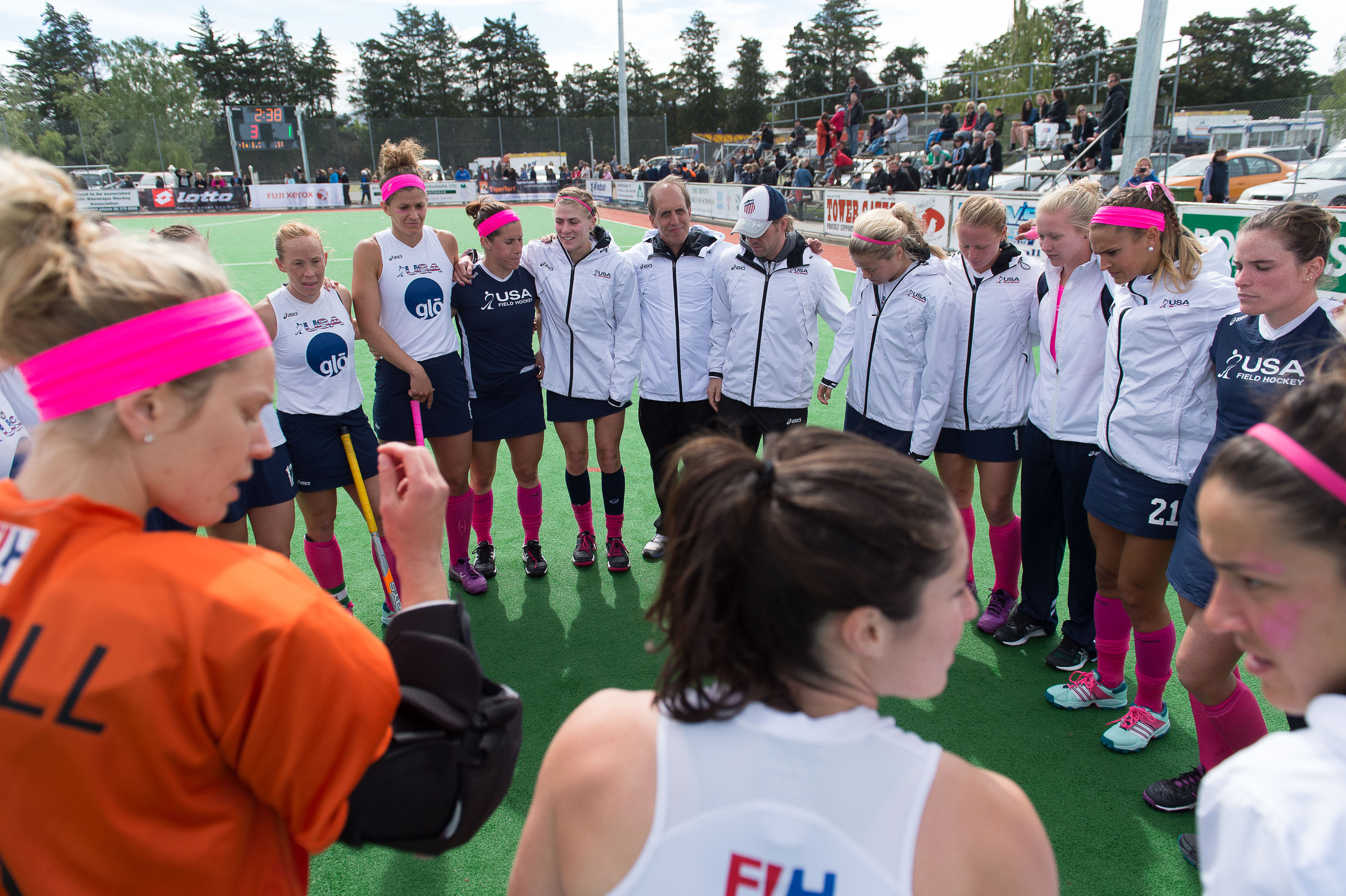
Équipe des États-Unis féminine de hockey sur gazon

L'équipe des États-Unis de hockey sur gazon féminin est la sélection des meilleures joueuses américaines de hockey sur gazon.

## Palmarès
Jeux olympiques
- 1984 :  3e
- 1988 : 8e
- 1996 : 5e
- 2008 : 8e
- 2012 : 12e
- 2016 : 5e
- 2024 : 9e

Coupe du monde
- 1983 : 6e
- 1986 : 9e
- 1990 : 12e
- 1994 :  3e
- 1998 : 8e
- 2002 : 9e
- 2006 : 6e

Jeux panaméricains
- 1987 :  2e
- 1991 :  3e
- 1995 :  2e
- 1999 :  2e
- 2003 :  2e
- 2007 :  2e
- 2011 :  1er

Champions Trophy
- 1995 :  3e
- 1997 : 6e